# المجلس الأعلى للفضاء السيبراني الإيراني
المجلس الأعلى للفضاء السيبراني (إيران) ((بالفارسية: شورای عالی فضای مجازی))  هو مجلس للفضاء السيبراني  تم تشكيله في 26 فبراير 2012 بمرسوم من المرشد الأعلى الإيراني، سيد علي خامنئي؛ ويلتزم بإنشاء «مركز وطني للفضاء السيبراني» للحصول على معرفة كاملة وحديثة عن الفضاء السيبراني الداخلي والخارجي من أجل اتخاد القرارات المناسبة للتعامل مع أضرار الإنترنت 
يتم تعيين أعضاء هذا المجلس  لمدة 3 سنوات. يرأسه رئيس الدولة الإيرانية. تعتبر المجالس العليا للمعلوميات والمعلومات وتقانة المعلومات من الهيئات التي كانت تصوغ وتطبق سياسات المجالات المذكورة قبل تشكيل هذا المجلس.

## أعضاء طبيعيين
يتألف «المجلس الأعلى للفضاء السيبراني»  من «الأعضاء الطبيعيين» التاليين:
- سعيد رضا عاملي
- حميد شهرياري
- رضا تاجيبور
- عزت الله الزرغامي
- محمد صرافراز
- محمد حسن انتذاري
- مهدي اخوان بهابادي
- مسعود أبو طالبى
- كميار السقفي
- رسول جليلي [1]

## الأعضاء القانونيين

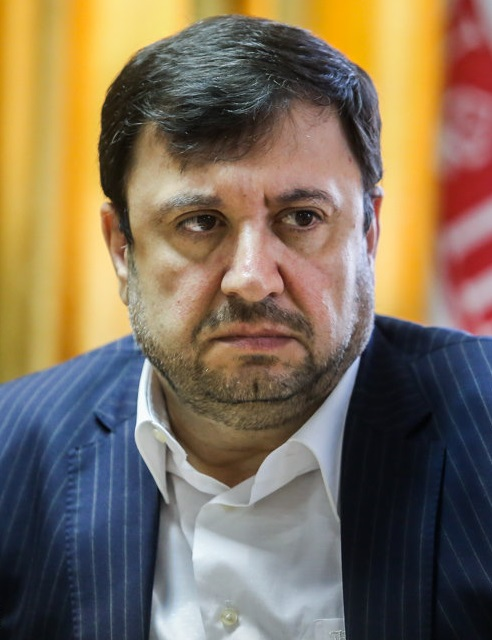
أبو الحسن فيروز آبادي سكرتير المركز

الأعضاء القانونيون في «المجلس الأعلى للفضاء السيبراني»  هم على النحو التالي:
- أمين المجلس ورئيس المركز الوطني للفضاء الإلكتروني: أبو الحسن فيروز آبادي
- رئيس إيران: إبراهيم رئيسي
- قائمة رؤساء مجلس النواب الإيراني: محمد باقر قاليباف
- رئيس الجهاز القضائي في إيران: غلام حسين محسني إيجي
- رئيس إذاعة جمهورية إيران الإسلامية: بيمان جبلي
- - وزير وزارة الاتصالات وتكنولوجيا المعلومات الإيراني: عيسى زريبور
- وزير الثقافة والارشاد الاسلامي: محمد مهدي اسماعيلي
- وزير العلوم والبحوث والتكنولوجيا (إيران) : محمد علي زولفيغول
- وزير التربية والتعليم (إيران) : علي رضا كاظمي (بالنيابة)
- وزير المخابرات الإيراني: إسماعيل الخطيب
- وزير الدفاع ولوجستيات القوات المسلحة (إيران) : محمد رضا غراعي أشتياني
- نائب الرئيس للعلوم والتكنولوجيا: سورينا ساتاري
- رئيس اللجنة الثقافية بمجلس الشورى الإسلامي: مرتضى اغاتهراني
- رئيس منظمة الإعلان الإسلامية: محمد قمي
- قائد فيلق الحرس الثوري الإسلامي: حسين سلامي
- قائد قوة إنفاذ القانون في جمهورية إيران الإسلامية: حسين أشتري
- المدعي العام الإيراني: محمد جعفر منتظري [1]